# Druèla
Druèla (en francès Druelle) és un municipi francès, situat al departament de l'Avairon i a la regió d'Occitània.

## Demografia
| 1954                                       | 1962 | 1968 | 1975 | 1982 | 1990 | 1999 | 2006 | 2007 |
| ------------------------------------------ | ---- | ---- | ---- | ---- | ---- | ---- | ---- | ---- |
| 988                                        | 784  | 905  | 958  | 1221 | 1420 | 1685 | 1906 | 1938 |
| Des de 1962: població sense dobles comptes |      |      |      |      |      |      |      |      |

## Administració
| Període   | Identitat       | Partit |
| --------- | --------------- | ------ |
| 1995-2008 | André Bernard   |        |
| 2008-     | Patrick Gayrard |        |